# Cumshot

Illustrazione di un cumshot orale

Cumshot o Cum shot (o anche Money shot) è un termine dello slang inglese che significa "inquadratura (shot) dell'eiaculazione (cum, variante di come, venire)", usato (soprattutto in pornografia) per indicare appunto la ripresa dell'eiaculazione. Se questa avviene sul volto di una persona, si usa il termine facial.
La pratica è ricorrente nel cinema porno.